# ماريا (قرية)
 ماريا قرية تقع في ولاية الشمالية بمنطقة السكوت، جنوب قرية أوشبة، وشرقي النيل وغربي الصحراء وشمال المحس. وكجارتها أوشبة هي غالباً ما تضم لمنطقة المحس. ويمارس سكانها الزراعة والرعي وغيرها من النشاطات والحرف هي:
- الرعي
- الزراعة
- التجارة
- الهجرة
- صيد السمك في النيل

وتتميز القرية بقربها من مناطق الآثار، ولذا فبعض السكان يعملون مع علماء الآثار السويسريين هناك.